# Роджър Крауч
Роджър Кейт Крауч (на английски: Roger Keith Crouch) е астронавт от НАСА, участник в два космически полета.

## Образование
Роджър Крауч завършва колеж в Джеймстаун, Тенеси. През 1962 г. получава бакалавърска степен по физика от Политехническия институт на Тенеси. През 1968 г. завършва магистратура по физика, а през 1971 г. защитава докторати по физика и философия в същото висше учебно заведение. През 1979 и 1980 г. работи като преподавател в Масачузетски технологичен институт, Кеймбридж, Масачузетс.

## Служба в НАСА
Роджър Крауч е избран за астронавт от НАСА през февруари 1996 г., Астронавтска група MSL-1. Участва в два космически полета и има 471 часа в космоса.
| Космически полети на Роджър Кейт Крауч                             | Космически полети на Роджър Кейт Крауч | Космически полети на Роджър Кейт Крауч | Космически полети на Роджър Кейт Крауч | Космически полети на Роджър Кейт Крауч | Космически полети на Роджър Кейт Крауч | Космически полети на Роджър Кейт Крауч |
| №                                                                  | Дата                                   | КК                                     | Емблема на мисията                     | Функции                                | Продължителност                        |                                        |
| ------------------------------------------------------------------ | -------------------------------------- | -------------------------------------- | -------------------------------------- | -------------------------------------- | -------------------------------------- | -------------------------------------- |
| 1                                                                  | 4 април 1997                           | „Колумбия“, мисия STS-83               |                                        | Специалист по полезния товар           | 3 денонощия 23 часа 13 мин. 38 сек.    |                                        |
| 2                                                                  | 1 юли 1997                             | „Колумбия“, мисия STS-94               |                                        | Специалист по полезния товар           | 15 денонощия 16 часа 45 мин. 29 сек.   |                                        |
| Сумарно време в космоса – 19 денонощия 15 часа 59 минути и 07 сек. |                                        |                                        |                                        |                                        |                                        |                                        |

- Единственият екипаж на НАСА, който повтаря мисия.